# Otto van Veen

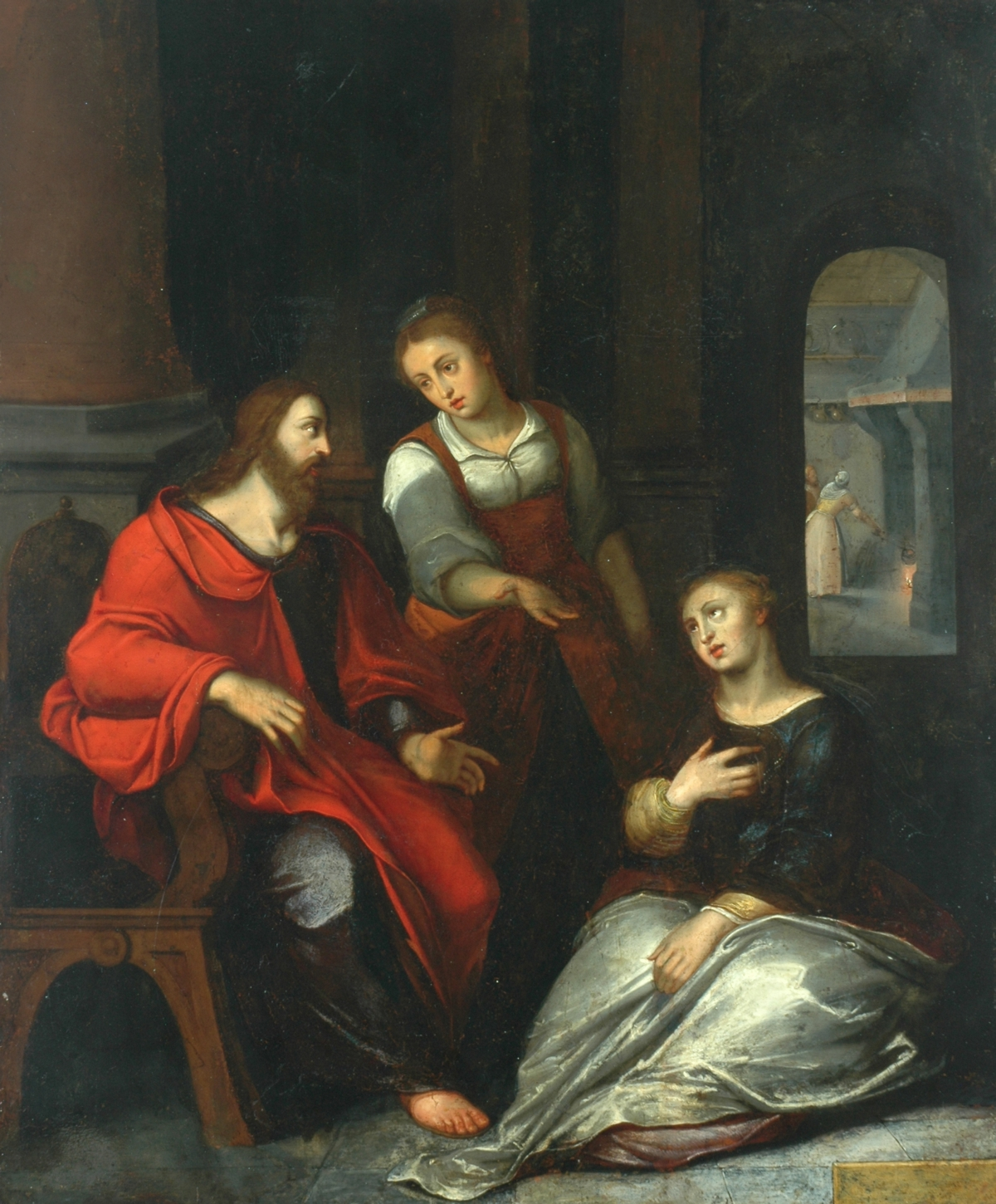
Otto van Veen – ”Kristus hos Marta och Maria” (1597). Wallraf-Richartz-Museum, Köln

Otto van Veen, född 1556 i Leiden, död 1629 i Bryssel, var en nederländsk målare av porträtt och religiösa motiv. Han var läromästare åt Peter Paul Rubens.

## Liv
Otto van Veen var i huvudsak verksam i Antwerpen och Bryssel men även i Italien under manieristen Federico Zuccaro. Hans far var borgmästare av Leiden, där han troligen undervisades av Isaac Claesz van Swanenburg. Familjen flyttade till Antwerpen, och sedan till Liège. Under en period studerade han hos Dominicus Lampsonius och Jean Ramey innan han 1574 eller 1575 flyttade till Rom. När han återvände till Nederländerna blev han anställd av Alessandro Farnese, hertig av Parma och Piacenza som var konungens guvernör. Han blev 1593 medlem av St Lukasgillet, ett gille för konstnärer. 

## Måleri
Hans målningar har ofta religiösa motiv. De är inte naturalistiska, men mycket föreställande. Ett flertal av hans målningar hänger i kyrkor och många köptes av prominenta personer. Många går att beskåda på Rijksmuseum. Han producerade även tryck och litografier. 

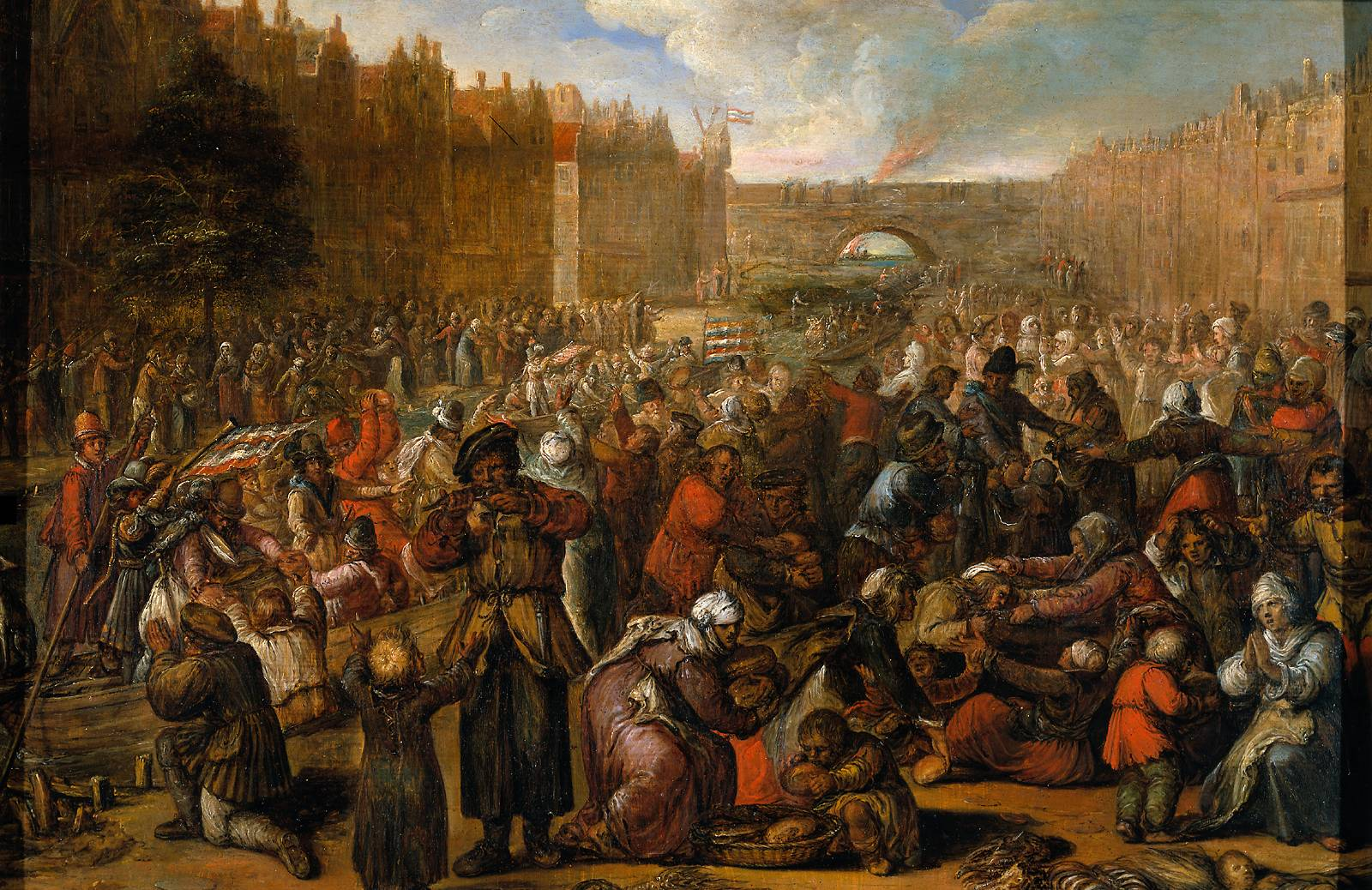
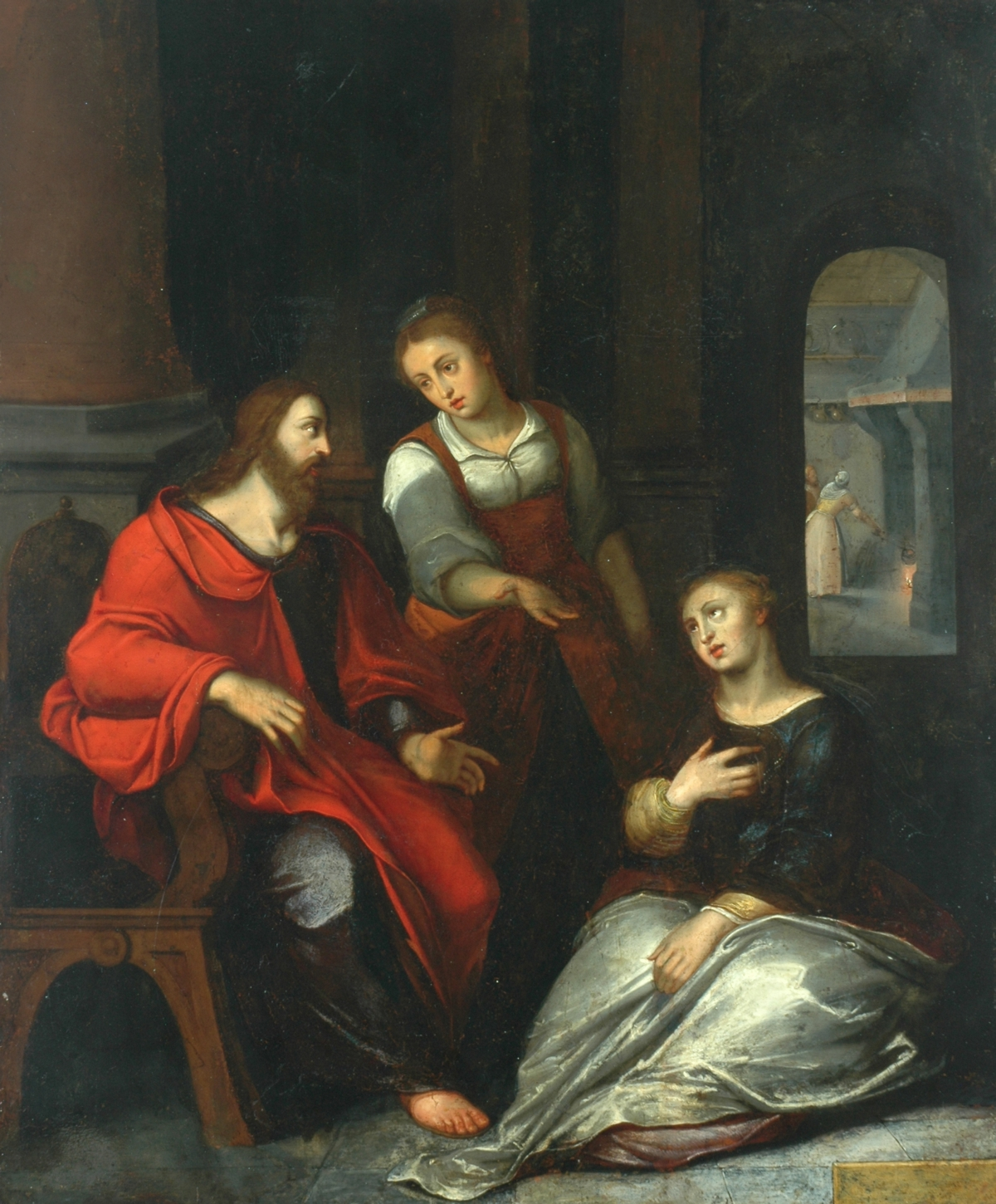